# Campanologia
La campanologia è una branca della più ampia organologia musicale.
Il termine, derivante dal latino ("campana"- campana) e dal greco (-"λογια", logia - discorso) perciò letteralmente "discorso sulle campane",  indica l'insieme di tutte le discipline inerenti allo studio sistematico e scientifico delle campane sotto tutti i punti di vista (musicale, acustico, artistico, culturale, religioso).